# Serapias perez-chiscanoi
La serapia verde (Serapias perez-chiscanoi) es una especie herbácea perenne perteneciente a la familia de las orquídeas. 

## Descripción
La principal característica diferenciadora de otras especies de su género es el color verde claro, blanquecino o incluso amarillento de su tallo, hojas y flores. Posee, además una venación color purpúrea o rosada. Las flores son hermafroditas y zigomórficas, y sus tépalos convergen en una gálea.

### Biología reproductiva
Es una orquídea tardía, que florece a finales de abril o principios de mayo. Se trata de una especie autógama y cleistógama, es decir, esus flores que se autofecundan. Más ocasionalmente, puede ser xenógama, fecundándose con polen procedentes de otros individuos llevados por insecto (concretamente, se cree que por himenópteros, por homología con el resto del género.

## Hábitat
Habita en pastizales con cierta humedad, sobre un sustrato arenoso silícico y riberas de arroyos (preferentemente adehesados). Está relacionada con Serapias vomeracea, de la cual se creía que eran individuos hipocrómicos. Forma pequeños grupos o subpoblaciones de 2 a 11 individuos.

## Distribución
Se trata de un endemismo ibérico, localizándose la mayoría de sus efectivos en la cuenca del Guadiana, principalmente en la provincia de Badajoz, aunque también aparece, más esporádicamente, en las provincias de Cáceres, Toledo y en Portugal. Estuvo catalogada por la Junta de Extremadura como especie en peligro de extinción hasta primavera de 2008, cuando Agentes del Medio Natural de Extremadura encontraron una población en las sierras centrales de la provincia de Badajoz compuesta por más de mil individuos, pasando a ser considerada como "vulnerable" en la Lista Roja de la Flora Vascular Española.

## Taxonomía
Serapias perez-chiscanoi fue descrita por Carmen Acedo Casado y publicado en Anales del Jardín Botánico de Madrid 47(2): 510. 1989[1990].
Etimología
Serapias: nombre genérico de origen griego que se aplicó antiguamente a una orquídea no identificada con certeza, quizá Orchis morio. Proviene de un dios egipcio llamado Serapis en cuyos templos los devotos se dedicaban a los placeres de la carne. El nombre que Linneo asignó a este género quizás se debe a que a algunas orquídeas se le atribuyen efectos afrodisíacos.
perez-chiscanoi: epíteto que hace referencia a su descubridor, el botánico extremeño José Luis Pérez Chiscano, quien la había nombrado como Serapias viridis, pero que tuvo que ser cambiado debido a la más que dudosa existencia en Brasil de un taxón con este mismo nombre. Incluyendo a este último, su nombre científico tiene dos sinónimos: S. viridis y S. xintermedia.
Sinonimia
- Serapias viridis Pérez-Chisc.[12]